# تسا دولمانس
تسا دولمانس (هلندی: Tessa Dullemans؛ زادهٔ ۲ ژوئیهٔ ۱۹۹۷) قایقران روئینگ زن اهل هلند است.
وی در مسابقات کشوری و بین‌المللی در مجموع برندهٔ ۵ مدال نقره، ۱ مدال برنز شده است.